# نورمان أوين
نورمان أوين (16 مارس 1915 في المملكة المتحدة - 9 سبتمبر 1977 في المملكة المتحدة) (بالإنجليزية: Norman Owen)‏ هو لاعب كريكت بريطاني وبريطاني (وحمل سابقاً جنسية المملكة المتحدة لبريطانيا العظمى وأيرلندا). لعب مع نادي مقاطعة دورهام للكريكت ‏ والمقاطعات الوطنية للكريكيت الإنجليزي والويلزي ‏.

## وصلات خارجية
- نورمان أوين على موقع إي آس بي آن كريك إنفو (الإنجليزية)